# Hechtia argentea
Hechtia argentea är en gräsväxtart som beskrevs av John Gilbert Baker. Hechtia argentea ingår i släktet Hechtia och familjen Bromeliaceae. Inga underarter finns listade i Catalogue of Life.